# Sjef Mommertz
Willem Jozef (Sjef, Zef) Mommertz (Kerkrade, 13 mei 1932 – 21 mei 2005) was een Nederlands voetballer die speelde voor Juliana, Rapid JC, Fortuna '54 en Roda JC.

## Loopbaan

### Beginjaren
Hij begon als dertienjarige in de junioren bij Juliana uit Spekholzerheide. Aan het einde van het seizoen 1950/51 speelde hij zijn eerste officiële wedstrijd in het eerste elftal. Door de 3-1 zege in het tweede promotieduel met RKONS, keerde Juliana na een jaar terug in de Eerste klasse. Mommertz was een verdediger die meestal als linksback stond opgesteld. 

### Profvoetbal
Na de zomer van 1954 ging in Nederland het profvoetbal van start onder de vlag van de nieuwe voetbalbond NBVB. Rapid '54 was de club uit de oostelijke mijnstreek die ging deelnemen aan de ‘wilde’ competitie die niet erkend werd door de KNVB. Rapid '54 trok spelers aan van verschillende Zuid-Limburgse clubs, de meesten (zeven) kwamen van VV Bleijerheide. Bij de start van de competitie op zondag 12 september telde de Rapid-selectie geen enkele Juliana-speler. In november 1954, vlak voor het stopzetten van de competitie, ging Johan Adang alsnog van Juliana naar Rapid '54. De twee voetbalbonden KNVB en NBVB gingen samen en op 28 november was de herstart van de competitie. Juliana fuseerde met Rapid '54. Mommertz was een van de vier spelers die mee overging naar de nieuwe club Rapid JC.

### Landskampioen
In zijn tweede jaar, het seizoen 1955/56, verwierf hij een vaste plek in het elftal. Hij vormde met de routiniers Rainer Barwasser en Wiel Coerver en stopperspil Wiel Smeets een hechte defensie.
Rapid JC werd tweede in de Hoofdklasse B en plaatste zich samen met Elinkwijk, NAC en Sparta voor de kampioenscompetitie. Rapid JC eindigde gelijk bovenaan met NAC waardoor een beslissingswedstrijd nodig was. Die werd op 14 juli 1956 gespeeld in Stadion De Vliert in 's-Hertogenbosch. Rapid JC won met 3-0 en was landskampioen.
Rapid JC nam deel aan de Europacup I voor landskampioenen. Mommertz speelde beide duels mee tegen Rode Ster Belgrado in de eerste ronde. De thuiswedstrijd op 3 november 1956 ging met 4-3 verloren. De uitwedstrijd in Belgrado eindigde op 8 november in een 2-0 nederlaag waardoor de Limburgse club was uitgeschakeld. 

### Acht jaar Rapid JC
Hij kwam enkele keren uit voor het Limburgs elftal. Hij raakte in 1957 zijn maat in de defensie Wiel Coerver kwijt die stopte als voetballer. Harry Brüll van Sittardia werd de nieuwe rechtsback. Rapid JC kon de topprestatie van 1956 geen vervolg geven. Oudere spelers zoals Adang, Barwasser, Coerver en Noud van Melis haakten af en de club zakte weg in de middenmoot van de Eredivisie. Voor het seizoen 1961/62 vertrokken Harry Brüll en Giel Haenen naar MVV en Hub Bisschops ging voor Limburgia spelen. Piet Strolenberg was een jaar eerder al naar MVV gegaan. Het verlies van zo veel spelers kon Rapid JC niet opvangen. De club eindigde op de laatste plaats van de Eredivisie, degradeerde hierdoor en hield op te bestaan. 
Mommertz maakte evenals Hubert Hanneman, Huub Janssen, Hein Schaffrath en Wiel Smeets de volledige periode tussen opkomst (1954) en ondergang (1962) mee. 

### Fortuna '54
Rapid JC fuseerde na de degradatie met Roda Sport tot Roda JC. Mommertz ging niet mee naar de nieuwe fusieclub die in de Eerste divisie moest beginnen. Hij vertrok samen met Frans Rutten en Wiel Smeets naar Fortuna '54 waardoor hij in de Eredivisie kon blijven spelen.
Het seizoen 1963/64, zijn tweede jaar, was al snel voorbij. Fortuna '54 maakte begin oktober 1963 een trip naar Roemenië om twee wedstrijden te spelen. Mommertz liep daar een knieblessure op waardoor hij voor de rest van het seizoen was uitgeschakeld. Hij onderging in mei 1964 een meniscusoperatie in Aken.

### Amateur
Bij de start van het seizoen 1964/65 behoorde hij nog tot de selectie van Fortuna '54. Maar hij zou niet meer in actie komen want in september 1964 vertrok hij samen met Wiel Smeets als amateur naar de Heerlense tweedeklasser VVH '16. Op 32-jarige leeftijd leek zijn profloopbaan voorbij.

### Toch naar Roda JC
Drie jaar na de oprichting van Roda JC ging Mommertz, in de nadagen van zijn carrière, toch nog voor de Kerkraadse club voetballen. Zijn oud-ploeggenoot Wiel Coerver was medio 1965 trainer van Roda JC geworden. Coerver wist Mommertz te bewegen tot een terugkeer als prof.
Coerver was te spreken over Mommertz die hij zelfs beter vond spelen dan in de Rapid-periode. Mommertz was aanvoerder geworden en speelde volgens Coerver rustiger en minder onbesuisd. Hij speelde nog drie seizoenen met Roda JC in de Tweede divisie.

### Einde
Op 36-jarige leeftijd stopte hij in 1968 als speler. Hij bleef bij de voetbalsport betrokken. In mei 1968 werd hij gekozen in het bestuur van spelersvakbond VVCS (Vereniging van Contractspelers). En hij werd trainer bij vierdeklasser SV Nyswiller. In februari 1969 was hij een tijdlang uit de roulatie omdat hij tijdens zijn werk als houwer in de mijn Willem-Sophia getroffen werd door vallend gesteente.

### Scout Roda JC
Vanaf 1971 verrichtte hij scoutingwerk voor Roda JC. Een jaar later werd hij ook assistent-trainer. Mommertz was er ooggetuige van toen hoofdtrainer Jacques Koole op donderdag 2 november 1972 na de ochtendtraining in elkaar zakte en overleed aan een hartinfarct.. 
Tot in de jaren negentig bleef hij werkzaam bij Roda JC. Ook werkte hij samen met Wiel Coerver bij het wereldwijd uitdragen van het leerplan de Coerver-methode.
Zijn vader Jan Michel Mommertz voetbalde in de periode van 1920 tot 1930 voor Juliana. Ook hij was mijnwerker in de Willem-Sophia.
Zijn zoon Michel werd ook profvoetballer en debuteerde al op zijn zestiende in de hoofdmacht van Roda JC.
Sjef Mommertz overleed op 73-jarige leeftijd in 2005.

## Clubstatistieken
| Seizoen | Club        | Land      | Competitie                   | Competitie | Competitie | Beker | Beker | Internationaal | Internationaal | Overig | Overig | Totaal | Totaal |
| Seizoen | Club        | Land      | Competitie                   | Wed.       | Dlp.       | Wed.  | Dlp.  | Wed.           | Dlp.           | Wed.   | Dlp.   | Wed.   | Dlp.   |
| ------- | ----------- | --------- | ---------------------------- | ---------- | ---------- | ----- | ----- | -------------- | -------------- | ------ | ------ | ------ | ------ |
| 1950/51 | Juliana     | Nederland | Tweede klasse A Zuid II      | 0          | 0          | –     | 0     | 0              | 0              | 1      | 0      | 1      | 0      |
| 1951/52 | Juliana     | Nederland | Eerste klasse C              | 5          | 0          | –     | 0     | 0              | 0              | 0      | 0      | 5      | 0      |
| 1952/53 | Juliana     | Nederland | Eerste klasse C              | 11         | 0          | –     | 0     | 0              | 0              | 0      | 0      | 11     | 0      |
| 1953/54 | Juliana     | Nederland | Eerste klasse D              | 13         | 0          | –     | 0     | 0              | 0              | 0      | 0      | 13     | 0      |
| 1954/55 | Juliana     | Nederland | Eerste klasse D (afgebroken) | 7          | 0          | –     | –     | 0              | 0              | 0      | 0      | 7      | 0      |
| 1954/55 | Rapid JC    | Nederland | Eerste klasse C              | 4          | 0          | –     | –     | 0              | 0              | 0      | 0      | 4      | 0      |
| 1955/56 | Rapid JC    | Nederland | Hoofdklasse B                | 27         | 1          | –     | –     | 0              | 0              | 8      | 0      | 35     | 1      |
| 1956/57 | Rapid JC    | Nederland | Eredivisie                   | 34         | 0          | 2     | 0     | 2              | 0              | 0      | 0      | 36     | 0      |
| 1957/58 | Rapid JC    | Nederland | Eredivisie                   | 30         | 0          | 0     | 0     | 0              | 0              | 0      | 0      | 30     | 0      |
| 1958/59 | Rapid JC    | Nederland | Eredivisie                   | 34         | 0          | 5     | 0     | 0              | 0              | 0      | 0      | 39     | 0      |
| 1959/60 | Rapid JC    | Nederland | Eredivisie                   | 33         | 0          | –     | 0     | 0              | 0              | 0      | 0      | 33     | 0      |
| 1960/61 | Rapid JC    | Nederland | Eredivisie                   | 17         | 0          | 3     | 0     | 0              | 0              | 0      | 0      | 20     | 0      |
| 1961/62 | Rapid JC    | Nederland | Eredivisie                   | 26         | 0          | 1     | 0     | 0              | 0              | 0      | 0      | 27     | 0      |
| 1962/63 | Fortuna '54 | Nederland | Eredivisie                   | 27         | 0          | 1     | 0     | 0              | 0              | 0      | 0      | 28     | 0      |
| 1963/64 | Fortuna '54 | Nederland | Eredivisie                   | 5          | 0          | 1     | 0     | 6              | 0              | 0      | 0      | 6      | 0      |
| 1964/65 | VVH '16     | Nederland | Tweede klasse A Zuid II      | –          | –          | –     | 0     | 0              | 0              | 0      | 0      | ?      | ?      |
| 1965/66 | Roda JC     | Nederland | Tweede divisie B             | 28         | 2          | 3     | 0     | 0              | 0              | 0      | 0      | 31     | 2      |
| 1966/67 | Roda JC     | Nederland | Tweede divisie               | 40         | 4          | –     | 0     | 0              | 0              | 0      | 0      | 40     | 4      |
| 1967/68 | Roda JC     | Nederland | Tweede divisie               | 17         | 0          | –     | 0     | 0              | 0              | 0      | 0      | 17     | 0      |
| Totaal  | Totaal      | Totaal    | Totaal                       | 358        | 7          | 16    | 0     | 2              | 0              | 9      | 0      | 385    | 7      |